# Каньяно-Амітерно
Каньяно-Амітерно (італ. Cagnano Amiterno) — муніципалітет в Італії, у регіоні Абруццо,  провінція Л'Аквіла.
Каньяно-Амітерно розташоване на відстані близько 90 км на північний схід від Рима, 17 км на північний захід від Л'Акуїли.
Населення — 1408 осіб (2014).

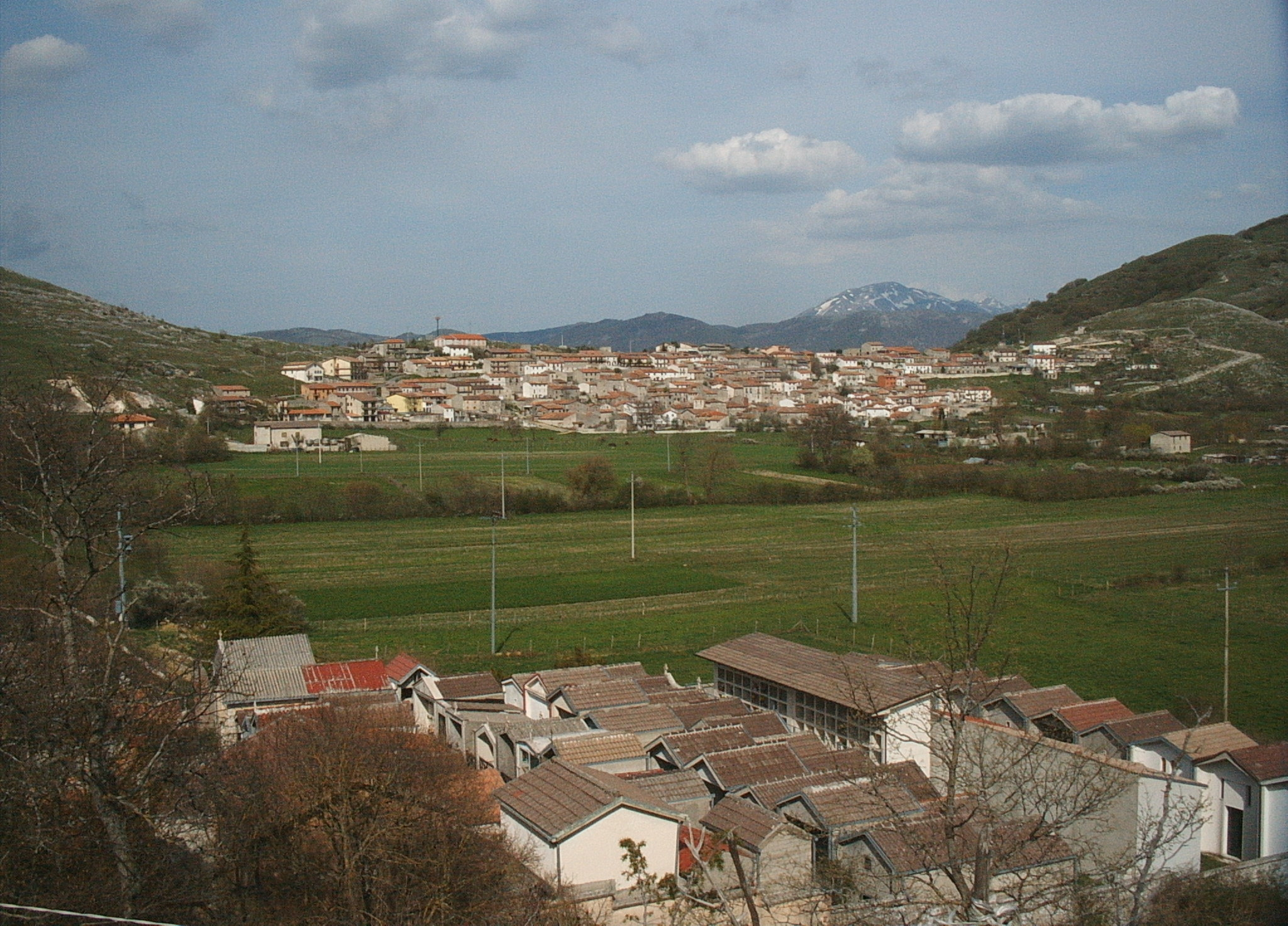

Щорічний фестиваль відбувається 26 вересня. Покровитель — Santi Cosma e Damiano.

## Демографія
Населення за роками:

Станом на 1 січня 2023 року в муніципалітеті офіційно проживало 79 іноземців з 11 країн, серед них 58 громадян країн Євросоюзу та 1 громадянин України.

## Сусідні муніципалітети
- Антродоко
- Барете
- Борбона
- Л'Аквіла
- Монтереале